# Canta y no llores, corazón
Canta y no llores, corazón (o el precio de una honra...) es una película chilena de cine mudo, estrenada en 1925.

## Sinopsis
La película narra la historia de venganza de un empleado, quien inventa una serie de engaños para apoderarse de la fortuna de su patrón. No contento con hundirlo en la miseria, busca que su hija se case forzosamente con su hijo, y así unir sanguíneamente ambas familias.

## Elenco
- Clara del Castillo (Fresia)
- Anita Giraudo (Esther)
- Amparo Alsina (Ña Candelaria)
- Antonia Pellicer (Carmela)
- Juan Pérez Berrocal (Juan René)
- José Domenech (Fernando)
- Tomás Medina, con el seudónimo Tom McKey (Jorge)
- Pedro Eguiluz (Don Samuel)
- Rodrigo de Triana (Raúl)
- Emilio Muñoz (Ño Peiro)
- Carlos Fuica (Pancho)
- Alberto Scalls (Víctor)
- Juanito Pérez Castillo (Lalito)

## Producción
La película, de género melodramático, cuenta con la dirección de fotografía de Gustavo Bussenius, quien estuvo a cargo del mismo rol en El húsar de la muerte. Las filmaciones se realizaron en la ciudad de Concepción, el Parque Isidora Cousiño de Lota y los altos del Biobío. Una escena emblemática está registrada en el viaducto del Malleco, donde los actores Juan Pérez Berrocal y Clara del Castillo simulan una peligrosa escena de acción en la cual deben eludir un tren en movimiento. El cartel inicial de la película, que señala el uso del sistema Vitaphone, posiblemente fue incorporado con posterioridad al estreno de la película por parte del director, presumiblemente como un intento de sonorizarla a través de discos sincrónicos. Fue grabada en blanco y negro pero tiene tintes de color en algunas escenas.

## Estreno
Fue estrenada el 28 de diciembre de 1925 en el Teatro Victoria de Santiago.

## Recuperación y restauración
La cinta se consideraba irremediablemente desaparecida, hasta que en 1981 se encontró en una cabina de proyección de una sala de cine de Concepción, una serie de rollos de nitrato que pertenecían a la película. En ese momento se realizó un telecine, traspasando el material a video análogo para su preservación. En 2002, se inicia un proceso de recuperación de la película, convirtiéndose así en el segundo largometraje silente que se puede recuperar tras su contemporánea El húsar de la muerte. Sin embargo, el deterioro de los materiales ya había avanzado considerablemente, y algunas secuencias tuvieron que recuperarse a partir del telecine realizado anteriormente, trabajo de restauración encabezada por la cineasta Carmen Brito, quien pudo reconstruir en video digital un total de 48 minutos de la película, versión que luego se distribuyó en DVD.
En 2015, la Cineteca Nacional de Chile logró en su laboratorio restaurar digitalmente cuadro a cuadro esta película, siendo la primera restauración completa que se hace en Chile de un filme de ese período, recuperándose sus tintes originales y, obteniendo un nuevo negativo en película de 35 mm para su conservación y una copia digital para difusión, con financiamiento del Fondo Audiovisual del Consejo Nacional de la Cultura y las Artes.